# Галичанина, Аграпина Пантелеевна
Аграпина Пантелеевна Галичанина (28 июня 1925 — 6 апреля 2015) — передовик советской строительной отрасли, бригадир маляров строительного управления Главного управления специального строительства при Министерстве монтажных и специальных строительных работ СССР в городе Ижевске Удмуртской АССР. Герой Социалистического Труда (1971). Заслуженный строитель РСФСР (1966).

## Биография
Родилась в 1925 году в крестьянской семье деревни Чемошур Дебёсского района Удмуртской АССР.
В 1941 году окончила 8 классов школы, и с началом Великой Отечественной войны была направлена на Ижевский машиностроительный завод, где освоила профессию станочницы и проработала до 1946 года.
Впоследствии работала в строительной отрасли: учеником маляра, маляром, бригадиром маляров строительного управления № 17 города Ижевска. Участвовала в строительстве корпусов многих крупных предприятий города. Её бригада постоянно перевыполняла план на 130—140 %. На штукатурных и малярных работах одной из первых в регионе освоила малую механизацию и добилась в восьмой пятилетке роста производительности труда в 2,5 раза, вследствие чего задание пятилетки коллектив бригады выполнил на год раньше срока.
В 1969 году имя Аграпины Пантелеевны было занесено в Почётную книгу трудовой славы и героизма Дебёсского района.
Указом Президиума Верховного Совета СССР от 7 мая 1971 года за достижение высоких показателей в строительстве Аграпине Пантелеевне Галичаниной было присвоено звание Героя Социалистического Труда с вручением ордена Ленина и медали «Серп и Молот».
В 1967 году вступила в члены КПСС. За всё время работы обучила профессии более 50 специалистов. С 1992 года на пенсии.
Была депутатом Верховного Совета Удмуртской АССР, членом Удмуртского обкома КПСС. Делегат XXV съезда КПСС.
Проживала в городе Ижевске. Умерла 6 апреля 2015 года.

## Награды
За трудовые успехи была удостоена следующих наград и званий:
- золотая звезда «Серп и Молот» (1971);
- два ордена Ленина (1966, 1971);
- Герой Социалистического Труда (1971);
- Заслуженный строитель РСФСР (1966).